# Liste des congrégations religieuses rattachées à l'ordre du Carmel

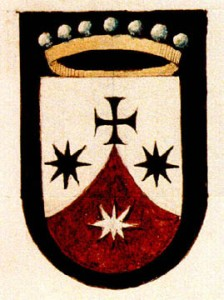
Congrégations rattachées à l'ordre du Carmel.

De nombreuses communautés religieuses (presque exclusivement féminines) sont rattachées à l'ordre du Carmel. Ces communautés, créées parfois depuis plusieurs siècles, « en dehors » de l'Ordre carmélitain, mais de spiritualité carmélitaine, se sont structurées en congrégation religieuse, puis ont été rattachées à l'ordre du Carmel par une reconnaissance officielle, donnée par l'ordre des Grands Carmes ou l'ordre des Carmes déchaux.
Cette autonomie, donnée aux congrégations (du fait de leur règle de vie propre et de leurs statuts), leur permet de développer un charisme spécifique, tout en étant liées à la spiritualité carmélitaine. Ces communautés sont parfois purement contemplatives, mais la plupart du temps, elles ont une large mission apostolique, tournée vers l'éducation, le soin des malades, des personnes âgées, l'aide aux personnes en détresse,...
Ces communautés, très nombreuses, ont été créées pour l'essentiel du début du XIXe siècle au milieu du XXe siècle, essentiellement en Europe, mais également en Amérique et en Asie. Si certaines congrégations comptent plusieurs milliers de membres et sont répandues sur les cinq continents, d'autres ne comptent que quelques dizaines de membres et leurs couvents ne se limitent qu'à une poignée.

## Congrégations et instituts rattachés auxCarmes de l'antique observance
- Les Sœurs carmélites pour les personnes âgées et infirmes, fondées à New York (États-Unis) par Marie Angeline Thérèse McCrory en 1929. Cette congrégation a pour vocation l'aide aux personnes âgées.
- La Famille missionnaire Donum Dei, fondée en France en 1950 par le père Marcel Roussel-Galle, est rattachée au Tiers-Ordre carmélite de la branche des Grands Carmes en 1987. La communauté regroupe des laïcs consacrés, au service de l’Église partout dans le monde.
- Les Ermites de la Bienheureuse Vierge Marie du Mont Carmel, fondés aux États-Unis en 1991. La congrégation, à vocation contemplative, compte une dizaine de communautés en Europe et en Amérique[1].

## Congrégations et instituts rattachés à l'ordre des Carmes déchaux

### Congrégations religieuses masculines
- Les Carmes de Marie Immaculée (CMI), fondés en Inde en 1855[N 1] par les pères Malpan Thomas Porukara, Malpan Thomas Palackal et Kuriakose Elias Chavara. Cette congrégation de Carmes qui rassemble des religieux autochtones est affiliée aux Carmes déchaux[2]. En 2005 la congrégation comptait plus de 2 700 membres dans 200 couvents, essentiellement en Inde (mais également en Europe, aux États-Unis)[3] et en Afrique.
- Ordre des Carmes du Désert de Jésus -Notre -Paque des Monts cristal (ocdj) (Monastère du carmel du Désert de Jésus )fondé en 1993 Par le père Marie Fidèle Pakhaf de la sainte face au diocèse de Boma en République Démocratique du Congo.

### Congrégations religieuses féminines
Les congrégations religieuses par date de fondation :
- La Fédération carmélitaine apostolique qui rassemble trois congrégations[4] :
  - les Sœurs de Notre Dame du Mont Carmel d’Avranches, fondées par l'abbé Dubois à Avranches (France). Institut agrégé à l'ordre en 1703 puis à nouveau en 1950. Mission : l'éducation de la foi, le service des pauvres et des malades. La congrégation compte une centaine de religieuses dans 20 maisons[5].
  - les Sœurs de la Providence de la Pommeraye, fondées en 1825 à La Pommeraye (France). Congrégation de droit diocésain, agrégées à l'ordre en 1956. La congrégation de vie contemplative compte plus de 500 religieuses dans une centaine de maisons réparties dans 8 pays[5].
  - Sœurs de Sainte Thérèse d'Avesnes fondées en 1817 à Avesnes-sur-Helpe (France) par mère Thérèse Monique Carlin.
- les Sœurs de Marie à Louvain (Belgique). Congrégation de droit diocésain, agrégées à l'ordre en 1921. Mission : l'éducation et l'enseignement des enfants[5].
- 1663 : la Congrégation des sœurs Maricolles fondée par Hermann de Saint-Norbert à Termonde qui a donné lieu à plusieurs fondations de congrégations[5] :
  - 1667 : l'Institut des sœurs Marcioles (de Bruges). Congrégation de droit diocésain, agrégée à l'ordre en 1672, et à nouveau en 1906. Mission : l'éducation, le soin des personnes âgées et des malades à domicile. La congrégation compte une centaine de membres dans une dizaine de maisons[5].
  - 1671 : les sœurs Marcioles d'Anvers, congrégation de droit diocésain qui a pour mission« l'instruction et le soin de dames pensionnaires ». Elle compte une vingtaine de religieuses dans trois maisons[5].
  - 1850 : les sœurs de Marie à Landen, elles rassemblent une trentaine de religieuses dans trois maisons[5].
  - 1950 : les sœurs Marcioles de Staden, congrégation de droit diocésain ayant pour mission l'éducation de la jeunesse. Elle compte une quinzaine de religieuses dans trois maisons[5].
  - Les sœurs marcioles de Deinze, agrégées à l'Ordre en 1920. Congrégation de droit diocésain ayant pour mission l'enseignement des jeunes filles et le soin des vieillards. Elle compte une trentaine de religieuses dans trois maisons[5].
- 1737 : les Sœurs Carmélites Thérésiennes, fondées par le père Isidore de la Nativité en Italie. Institut de droit pontifical, rattachées immédiatement à l'ordre des Carmes déchaux. Congrégation contemplative, comptant une centaine de religieuses dans une dizaine de couvents[6].
- 1782 : les Sœurs terciaires carmélites de Sainte Thérèse de Jésus, fondées à Cordoba (Argentine) par Mgr José Antonio de San Alberto (évêque de Córdoba). Congrégation de droit diocésain, agrégées à l'Ordre en 1931. Mission : le catéchisme et l'éducation religieuse, ainsi que l'aide sociale. Elle compte une trentaine de religieuses dans six maisons[7].
- 1824 : la Congrégation des sœurs de Saint-Martin fondée à Tours (France). Institut de droit diocésain, agrégées à l'Ordre en 1956. Mission : l'enseignement, le soin des malades dans les hôpitaux et les maisons de retraite. L'institut compte une cinquantaine de religieuses dans 7 maisons[8].
- 1826 : les Carmélites de la Charité, fondées par sainte Joaquina Vedruna) à Vic (Espagne). Institut de droit pontifical, agrégées à l'Ordre en 1924. Mission : l'éducation religieuse de la jeunesse et le soin des malades. La congrégation rassemble plus de 2 500 religieuses dans 300 couvents et 22 pays[9],[10].
- 1852 :
  - le Carmel apostolique de Notre-Dame de Bethléem, fondé par Marie Guillet à Nantes (France). Congrégation agrégée à l'Ordre en 1920. Mission : l'éducation des enfants, des jeunes en difficulté et l'aide aux personnes âgées. La congrégation compte une cinquantaine de membres dans 7 couvents[7].
  - la Congrégation de l'Immaculée du Mont-Carmel, fondé à Châteaubriant (France) par la mère Marie de l'Immaculée Conception en 1852. Institut de droit diocésain, destiné à l'éducation des enfants, les soins à domicile, les soins pour les malades et les vieillards. La Congrégation compte une soixantaine de religieuses dans 6 maisons[8].
- 1854 : la Congrégation des Sœurs de Notre Dame du Mont Carmel (fondée par Marie Thérèse de Jésus)[11].
- 1859 : les Sœurs Carmélites déchaussées de Gênes, fondées en Italie par le père Gerolamo Campanella e dal P. Giambattista. Institut de droit pontifical, agrégé à l'ordre en 1879. L'institut de vie contemplative compte une cinquantaine de religieuses, réparties dans 3 couvents (en Italie)[6].
- 1861 :
  - les Carmélites missionnaires fondées à Ciutadella de Menorca (Espagne) par François Palau y Quer. Agrégées à l'OCD en 1911. Mission : le catéchisme et l'éducation chrétienne. La congrégation compte 2 000 religieuses dans 350 maisons réparties dans 35 pays[12],[13].
  - les Carmélites missionnaires thérèsiennes fondées par François Palau y Quer à Ciutadella de Menorca (Espagne). Agrégées à l'OCD en 1911 puis 1930[14]. L'institut a pour mission l'aide aux malades et infirmes, l'éducation religieuse des enfants, les jeunes, les vieillards et les familles. La congrégation compte 800 religieuses dans une centaine de maisons et 23 pays[13].
  - les Sœurs de Marie du Mont Carmel, fondées à Linz (Autriche) par sœur Marie de St Joseph. Institut de droit diocésain, agrégé à l'Ordre en 1906. Les religieuses s'occupent des enfants, de la jeunesse et des maisons de retraite. L'institut compte 200 membres dans 25 maisons[8].
- 1866 :
  - la Congrégation de la Mère du Carmel (CMC) fondée en Inde par Kuriakose Elias Chavara avec le frère missionnaire italien Léopold Beccaro[2]. La congrégation compte aujourd'hui 6 400 religieuses dans 200 maisons, maisons présentes sur tous les continents[15].
  - la Congrégation des Carmélites térésiennes fondée par mère Elisua en Inde. Congrégation de droit pontifical, rattachée à l'Ordre en 1969. Sa mission est l'éducation chrétienne des enfants, et les œuvres de charité. Elle compte un millier de religieuses dans une centaine de couvents[6].
- 1868 : le Carmel apostolique, fondé à Bayonne par mère Véronique de la Passion. Congrégation de droit pontifical, agrégée à l'Ordre en 1924. Cette congrégation a pour mission l'éducation des enfants. Elle compte plus d'un millier de religieuses, dans 130 maisons sur 4 pays différents[5].
- 1872 : les Carmélites de Saint Joseph, fondées à Saint-Martin-de-Senozan par Léontine Jarre. Congrégation de droit pontifical, agrégée à l'Ordre en 1908[16]. Congrégation contemplative, comptant plus de 200 religieuses dans 30 maisons et 11 pays[13].
- 1874 : les Sœurs carmélites de Sainte Thérèse, fondées à Florence (Italie) par la bienheureuse Thérèse-Marie de la Croix. Institut de droit pontifical agrégé à l'Ordre en 1903. Mission : éducation de la jeunesse et apostolat. La congrégation compte 240 religieuses dans 25 maisons, réparties dans 5 pays[17],[6].
- 1876 : la Compagnie de sainte Thérèse de Jésus, fondée à Tarragone (Espagne) par saint Henri de Osso y Cervello (aussi connu sous le nom Mouvement Thérésien de l'Apostolat ou MTA). Institut de droit pontifical, sa mission est l'éducation de la jeunesse et la mission. Il rassemble plus de 3 000 religieuses dans 200 maisons et une vingtaine de pays[18],[13].
- 1878 : les Carmélites Thérèsiennes de saint Joseph fondées à Barcelone (Espagne) par Thérèse Toda y Juncosa. Institut de droit pontifical, agrégé à l'OCD en 1941. Mission : la protection et l'éducation de l'enfance, la formation chrétienne. L'aide aux populations fragiles. La congrégation compte 300 religieuses dans une cinquantaine de maisons et 9 pays[7].
- 1880 : la Congrégation des religieuses carmélites de Trivandrum, fondée à Thiruvananthapuram (Inde), par mère Elias. Congrégation de droit pontifical, agrégée à l'Ordre en 1992. Mission : l'éducation des filles et l'aide sociale. Elle compte 500 religieuses dans une cinquantaine de maisons[6].
- 1881 : les Sœurs pauvres buenos-airiennes de saint Joseph, fondées à Buenos Aires (Argentine) par Camila Rolón. Congrégation de droit pontifical, agrégée à l'Ordre en 1918. Mission : aide sociale et culturelle. Elle compte 200 religieuses dans 40 maisons et 6 pays[7].
- 1884 : les Servantes de Marie Immaculée, Protectrice des travailleurs, fondées par Jeanne-Marie Condesa Lluch à Valence. La congrégation, agrégée à l'ordre en 1919, est présente dans 5 pays avec plus de 130 religieuses dans 20 maisons[13].
- 1887 : les Sœurs carmélites de Sainte Teresa, fondées en Inde par mère Thérèse de Sainte Rose de Lima. Congrégation de droit apostolique, agrégée à l'Ordre en 1955. Mission : l'éducation, les orphelinats et les dispensaires. La congrégation compte 800 religieuses dans 80 maisons sur 6 pays[5].
- 1888 : les Filles de Sainte Marie de Guadalupe, fondées à Puebla (Mexique) par le père Luis Gonzaga de la Torre y Baeza. Agrégées à l'ordre en 1981. Mission : l'éducation chrétienne des enfants et de la jeunesse. La congrégation compte une centaine de religieuses dans 20 maisons et 4 pays[7].
- 1889 : les Sœurs carmélites de Sainte Thérèse, fondées au Chili par Madeleine de Jésus Marie. Congrégation de droit diocésain, agrégée à l'ordre en 1941. Mission : l'éducation religieuse des enfants et des jeunes. La congrégation compte une dizaine de religieuses dans 2 maisons[7].
- 1891 : les Carmélites du Divin Cœur de Jésus fondées à Berlin (Allemagne) par la bienheureuse Marie-Thérèse de Saint Joseph. Institut de droit pontifical, agrégé à l'ordre en 1904. Les religieuses s'occupent des enfants, des personnes âgées et de la catéchèse. L'institut dépasse le millier de carmélites dans une douzaine de pays[9].
- 1892 : le Carmel apostolique, fondé par mère Véronique de la Passion à Bayonne (France). Congrégation de droit pontifical, agrégé à l'ordre en 1924. Mission : l'éducation des jeunes (lycées, collèges). La congrégation compte plus d'un millier de religieuses dans 130 maisons et 4 pays[5].
- 1894 : les Sœurs carmélites de Sainte Thérèse, fondées à Marene (Italie) par Giuseppina Operti. Institut de droit pontifical, agrégé à l'ordre en 1897. Mission : évangélisation, catéchèse, promotion de la vie spirituelle. Il compte 340 religieuses dans 43 maisons, réparties dans 4 pays[6].
- 1900 : les Carmélites de saint Joseph fondée à Barcelone (Espagne), par Rose Ojeda i Creus. Congrégation de droit pontifical, agrégée à l'Ordre en 1915. Mission : soin aux malades, aux personnes âgées, l'éducation de la jeunesse. La congrégation compte une centaine de religieuses dans une dizaine de maisons et trois pays[7].
- 1904 : les Carmélites du Sacré-Cœur fondées à Guadalajara (Mexique) par Marie-Louise-Josèphe du Saint-Sacrement[19].. Institut de droit pontifical, agrégée à l'Ordre en 1920. Mission : aide dans les hôpitaux, aux personnes âgées, apostolat dans l'éducation. La congrégation compte 500 religieuses dans 70 communautés et 7 pays[13].
- 1910 : la congrégation des Petites sœurs des pauvres d'Altagracia de Orituco, fondée par la bienheureuse Candelaria de San José au Vénézuela.
- 1911 : les Carmélites du Sacré-Cœur de Jésus, dépassent le millier de carmélites[9].
- 1916 : les Carmélites de saint Joseph, fondées à Santa Tecla (San Salvador), par Claire Marie de Jésus. Agrégées à l'OCD en 1920[13].
- 1917 : les Sœurs carmélites de Sainte Thérèse, fondées aux États-Unis par le père Edward Soler. Congrégation de droit diocésain, agrégée à l'Ordre en 1937. Mission : l'éducation et la prière[5].
- 1919 :
  - les Sœurs johannes de Marie Reine, fondées à Leutesdorf (Allemagne) par le père Johannes Maria Haw. Congrégation de droit diocésain, agrégée à l'Ordre en 1956. Mission : éducation pastorale. Elle compte plus de 200 membres réparties dans une quarantaine de maisons, essaimées dans 4 pays[6].
  - les Sœurs missionnaires de Saint Jean, fondées à Leutesdorf (Allemagne) par le père Johannes Maria Haw. Congrégation de droit diocésain, agrégée à l'Ordre en 1956. Mission : la formation et l'éducation religieuse (retraites...). Elle compte 40 membres réparties dans une dizaine de maisons, réparties dans 3 pays[8].
- 1921 :
  - Les Carmélites de l'Enfant-Jésus[20] fondées en Pologne par Teresa Janina Kierocinska. Congrégation de droit pontifical, agrégée à l'Ordre en 1936. Mission : éducation des enfants, soin des malades et gestion des maisons de retraite. La congrégation compte près de 500 religieuses, dans une quarantaine de maisons, réparties dans 7 pays[8].
  - Les Sœurs carmélites du Sacré-Cœur fondées par Marie-Louise-Josèphe du Saint-Sacrement[19].
  - Les sœurs catéchistes guadalupéennes fondées en 1921 et agrégées en 1924.
- 1923 :
  - les Filles de Sainte Thérèse de Jésus, fondées par Ana Alvarez Couto à Crato (Brésil). Agrégées à l'OCD en 1992[7].
  - les Petites sœurs de Sainte Thérèse de l'Enfant Jésus, fondées à Imola par mère Antonietta Zanellii. Institut de droit pontifical, agrégé à l'ordre en 1926. Il compte une centaine de religieuses dans une vingtaine de maisons[6].
  - les Carmélites de l'Amour divin, fondées à Dahlem (Allemagne). Institut de droit diocésain, comptant un seul couvent et une dizaine de religieuses[6].
- 1925 : les Carmélites missionnaires de Sainte Thérèse de l’Enfant-Jésus, fondées à Ispica (Italie) par Maria Crocifissa Curcio. Congrégation de droit pontifical travaillant à l'instruction et l'éducation religieuse des jeunes filles (surtout en milieu rural). La congrégation compte 300 religieuses dans 40 maisons et six pays.
- 1928 : le Carmel zélateur du Sacré-cœur, fondé par Alice Blondieau à Amiens (France). Congrégation de droit diocésain agrégé à l'ordre en 1928. Il compte une dizaine de religieuses dans une seule maison[8].
- 1933 : les Dames de Thérèse de l'Enfant-Jésus, fondées à Cuccaro Vetere (Italie) par le père Nicola Cerbone. Institut de droit pontifical, rattaché à l'Ordre ne 1996. Mission : assistance à la vie pastorale dans les paroisses et dans les écoles. La congrégation compte une centaine de membres dans plusieurs pays[6].
- 1934 : les Sœurs carmélites de Montefalcone di Val Fortore, fondées par le père Antonio Petrilli. Congrégation de droit diocésain, agrégée à l'ordre en 1951. Mission : aide aux orphelins et éducation des enfants. La congrégation compte une trentaine de religieuses dans une dizaine de maisons[6].
- 1935 : la Congrégation des ouvrières du Christ, fondée par Mgr Herculano Gonsalves à Goa (Inde). Congrégation de droit diocésain, agrégée à l'ordre en 1952, ayant pour mission le soin des personnes âgées et l'éducation des enfants. Congrégation comptant près de 200 religieuses, dans une vingtaine de maisons situées en Inde[5].
- 1936 :
  - les Sœurs de Sainte Thérèse de l'Enfant-Jésus  fondées en Pologne par Mgr Adolphe Pierre Szelazek. Congrégation de droit pontifical rattachée à l'ordre en 1901. Mission : aide pastorale aux paroisses et action caritative. Elles comptent une centaine de religieuses et 12 maisons[21],[8].
  - les Missionnaires Eucharistiques de Sainte petite Thérèse, fondées par le père Luis Linginos Mendoza González au Mexique. Agrégées à l'OCD en 1991. Cette congrégation de vie contemplative compte une centaine de religieuses dans une dizaine de maisons[7].
- 1939 : les Missionnaires de Sainte Thérèse de Lisieux, fondées au Mexique par le père Luis G. Mendoza González. La congrégation, agrégées à l'Ordre en 1991, a pour mission l'évangélisation des malades, des enfants et des jeunes. Elle compte près de 200 religieuses dans une vingtaine de maisons sur trois pays[7].
- 1940 : les Missionnaires carmélites de Sainte Thérèse de l’Enfant-Jésus, fondées à Oaxaca de Juárez (Mexique) par Thérèse du divin cœur. La congrégation de droit diocésain compte une centaine de religieuses dans 16 maisons[7].
- 1946 : les Carmélites servantes des pauvres, fondées en 1946 à Rio de Janeiro par Mgr Jaime de Barros Camara. La congrégation, agrégé à l'Ordre en 1951, a pour mission de travailler à la rechristianisation des familles. Elle compte une trentaine de religieuses dans 5 maisons[13].
- 1947 : les Servantes du Paraclet, fondées par le père Gerarld Fitzgerald au Nouveau-Mexique (États-Unis). Congrégation de droit pontifical, agrégée à l'ordre en 1956 ayant pour mission l'aide aux prêtres dans leur ministère. La congrégation compte une trentaine de membres dans 7 maisons et 3 pays[6].
- 1948 : les Carmélites de l'Emmanuel, fondées par Mère Marie-Hélène du Christ à Hautvillers (France). Institut de droit diocésain, agrégé à l'ordre en 1965. Institut contemplatif, comptant une vingtaine de religieuses dans 4 maisons[8].
- 1960 : les Missionnaires de la Bienheureuse Vierge du Carmel, fondées par Heofilo Camomot aux Philippines[N 2]. La congrégation qui a pour mission l'évangélisation, la catéchèse et l'aide sociale, compte une cinquantaine de membres dans une douzaine de maisons[5].
- 1972 : les Sœurs de Notre-Dame du Mont-Carmel, fondées par Mgr Simon Hoa Nguyen Van Hien au Viêt Nam. Congrégation de droit diocésain, rattachée à l'ordre en 1987. Mission : aide aux réfugiés et aux malades. La congrégation, aujourd'hui installée aux États-Unis, compte une vingtaine de sœurs[6].

### Autres instituts
- L'Institut Notre-Dame de Vie, fondé par le père Marie-Eugène de l'Enfant-Jésus dans les années 1930 à Venasque (France). Institut séculier destiné aux laïcs compte 600 membres dans une vingtaine de pays.
- La faculté pontificale de théologie Teresianum, fondée en 1935, est basée à Rome. Cette université de théologie est rattachée à l'ordre des Carmes déchaux[22].